# Красноармейский (Зерноградский район)
Красноарме́йский — хутор в Зерноградском районе Ростовской области России.
Входит в состав Донского сельского поселения.

## Население
| 2010 |
| ---- |
| 182  |

## Улицы
На хуторе имеется одна улица: Заречная.

## Известные уроженцы
- Муханкин, Владимир Анатольевич (род. 1960) — российский серийный убийца и налëтчик.